# De förlorade sagornas bok
De förlorade sagornas bok (originaltitel The Book of Lost Tales) är en samling tidiga berättelser av J.R.R. Tolkien. De utkom först efter Tolkiens död i två volymer. Tolkien började fundera ut dessa sagor under 1910-talet, och de skrevs först ner under hans sjukhusvistelser under första världskriget när han drabbats av skyttegravsfeber.
Verket gavs ut postumt av Christopher Tolkien i två volymer, den första 1983 och den andra 1984. Volymerna är de två första i bokserien The History of Middle-earth som består av ytterligare tio volymer. Det är dock bara de två första som blivit översatta till svenska. Senare versioner av berättelserna har publicerats i Silmarillion och Sagor från Midgård.